# Fachada de entrada al público del museo de Bellas Artes de Valencia
La fachada de entrada al público del museo de Bellas Artes de Valencia, situada frente al margen izquierdo del antiguo cauce del Turia, entre los puentes de la Trinidad y el Real, forma parte de un monumento declarado como monumento histórico-artístico y Bien de Interés Cultural el 1 de marzo de 1962. La declaración apareció publicada en el BOE de fecha 09/03/62.

## El edificio
El edificio fue construido para albergar un colegio seminario, según los deseos de Fray Juan Tomás Rocabertí, nombrado arzobispo de Valencia en 1677. En 1683 se encarga la construcción al arquitecto Juan Pérez Castiel, con un programa constructivo amplio: iglesia, claustro, dependencias comunes, privadas y de servicios. En “una obra que miraba al río”.
La iglesia del colegio seminario se construyó entre 1728 y 1746.Se retrasa en su construcción por problemas de financiación y por la guerra de Sucesión en España. Se hace cargo de la construcción José Mínguez, que abandona el proyecto original diseñado por Pérez Castiel, eliminando la abundancia de decoración por considerarla inadecuada y “ser nido de telarañas y polvo”.En definitiva, una serie de cambios sustanciales con respecto al proyecto inicial. Tanto en su concepción teórica como en la resolución práctica de sus estructuras, el templo era de un moderno planteamiento. Mínguez elige para su iglesia un espacio octogonal centralizado rodeado de un deambulatorio perimetral, con cúpula. Ésta se mantuvo en pie hasta 1925, año en el que el Ministerio de la Guerra ordenó su demolición pese a los informes desestimatorios de la Junta de Monumentos y la Academia de San Carlos, que solicitaban su restauración. En la actualidad, se encuentra reconstruida con cambios respecto al proyecto original.

## Descripción de la fachada
La fachada de la iglesia, que sirve de entrada al museo, es lo más significativo del exterior por su sencilla elegancia pétrea que armoniza con el resto del edificio. Mínguez alteró mucho el proyecto inicial de la portada, ya que decidió levantar una fachada de piedra que retranqueaba en el muro.Pérez Castiel la pensó con pórtico de tres arcos alineados a la fachada del Colegio-Seminario. La portada está adosada a uno de los lados del edificio. Mínguez elige una planta ligeramente trapezoidal que se proyecta al exterior.La fachada de la iglesia consta de dos cuerpos rematados por un frontón circular a modo de ático.

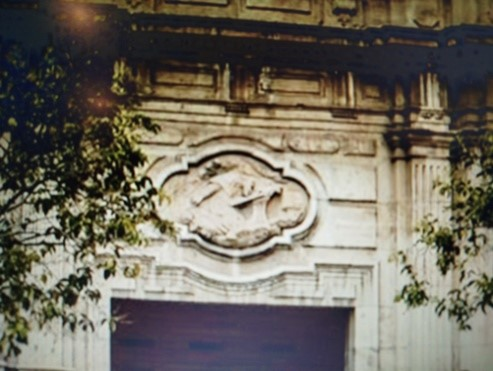
Cuerpo Inferior

En el cuerpo inferior encontramos pilastras dóricas acanaladas flanqueando la puerta de acceso del museo, siguiendo el retranqueo de la planta. Sobre la puerta un relieve del escultor Luis Domingo, en el que podemos ver al papa Pio V rezando frente a un crucifijoy en la parte derecha del relieve, un atributo que le significa: una tiara papal. Un entablamento serpenteante que se adapta al retranqueo de las pilastras acanaladas separa el cuerpo inferior del segundo cuerpo. En él podemos observar detalles de clasicismo representado por diversos triglifos, gotas y dentículos, jugando con otros elementos decorativos como remates y floronesque dialogan con las acanaladuras de las pilastras.

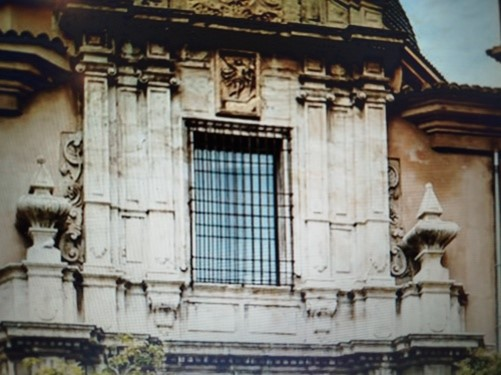
Segundo cuerpo

El segundo cuerpo es de un tamaño reducido con respecto al inferior. Vemos como unas pilastras de orden jónico sin acanaladuras enmarcan una gran ventana enrejada con un pequeño relieve de la Resurrección en su parte superior. A ambos lados de las pilastras encontramos sendos pináculos de gran tamaño.

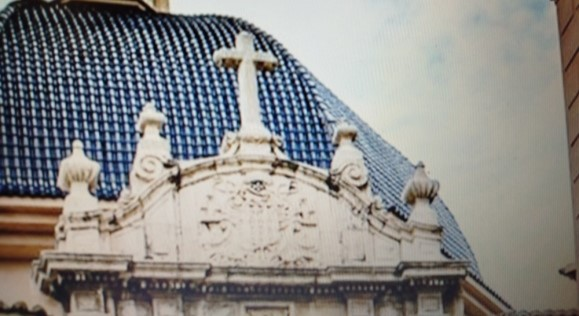
Cuerpo superior

Un pequeño entablamento mensular con gotones separa este segundo cuerpo de un ático mixtilíneo, en el que podemos encontrar el escudo del arzobispo Rocabertí. Rematando este ático y en su parte superior encontramos una cruz de gran tamaño flanqueada de dos “pinaculillos” a cada parte.